# Spreeau
Spreeau è una frazione del comune tedesco di Grünheide (Mark), nel Land del Brandeburgo.

## Storia
Nel 2003 il comune di Spreeau venne soppresso e aggregato al comune di Grünheide (Mark).

## Geografia antropica
Alla frazione di Spreeau appartengono le località di Freienbrink, Sieverslake, Spreewerder, Störitz e Storkowfurt.